# Городищенське районне територіальне медичне об'єднання
Комунальне некомерційне підприємство "ГОРОДИЩЕНСЬКЕ РАЙОННЕ ТЕРИТОРІАЛЬНЕ МЕДИЧНЕ ОБ'ЄДНАННЯ" ГОРОДИЩЕНСЬКОЇ РАЙОННОЇ РАДИ (КНП "Городищенське РТМО") - головна установа охорони здоров'я в Городищенському районі Черкаської області. Надає кваліфіковану медичну допомогу жителям району. Об'єднання очолює заслужений лікар України Кравченко Василь Михайлович.

## Історія
Історія медичної допомоги на Городищині сягає давніх часів.
Однак, перша доступна нам письмова згадка про лікарську допомогу в цих краях, зафіксована у збірнику „Ниви” за січень 1892 р. та в книзі М.Ю. Філіпченка, що видана в Києві у 1896 році „Мошногородищенський маєток”. Надання медичної допомоги здійснювала громадсько-власницька лікарня, яка була заснована в 1861 році. Це був рік звільнення селян від кріпацтва і власниця маєтку Є.К. Воронцова пожертвувала мешканцям Мошен і Городища капітал в сумі 30 тисяч рублів для створення прообразу сільського банку і 6 % річних, тобто 1800 рублів, мали щорічно відраховувати на утримання лікарень в с. Мошни та м. Городище. Нова господарка маєтку К.А. Балашова щорічно витрачала на функціонування лікарень 8000 рублів.
Відомо, що в 1894 році лікарем працював А.Г. Сікорський. Він мав квартиру і коней. Крім нього були також фельдшери, акушерки та повитухи. Лікування було безкоштовним.
В 20-х роках минулого століття в м.Городищі починають працювати лікарями Квятковський О.Т. та Саленко С.І., які стали легендарними постатями в історії краю. До речі Квятковський О.Т. до Німецько-радянської війни був головним лікарем, а під час війни, завдяки його допомозі багатьом молодим городищанам вдалося уникнути німецької неволі.
У післявоєнний період головними лікарями району працювали С.М. Фаєрштейн, Ф.М. Павловський, Є.М. Клименко, В.І. Затульний, В.І. Закружецький, М.К. Сушинський, В.І. Сенченко, В.П. Івашкевич.
З 1997 року галузь охорони здоров’я Городищенського району очолює Василь Михайлович Кравченко - лікар вищої атестаційної категорії, Заслужений лікар України.

## Структура
Структура КЗ "Городищенське РТМО"
Адміністрація закладу:
- головний лікар,
- заступник з медичної частини,
- завідувач поліклінічним відділенням,
- заступник з економічних питань,
- завідувач інформаційно-аналітичним відділом.

Лікувально-профілактичний підрозділ:
1. стаціонарне відділення:
- терапевтичне,
- хірургічне,
- акушерсько-гінекологічне,
- педіатричне,
- інфекційне,
- анестезіології з ліжками інтенсивної терапії,
- приймальне.

2. поліклінічне відділення:
- лікарі вузької спеціалізації,
- відділення профілактики,
- стоматологічне відділення.

Загально-лікарняні підрозділи:
- відділення променевої діагностики,
- клініко-діагностична лабораторія,
- патолого-гістологічна лабораторія,
- стерилізаціне відділення,
- фізіотерапевтичний кабінет.

Господарча частина:
- кухня,
- пральня,
- котельня.

Адміністративний персонал:
- бухгалтерія,
- відділ кадрів,
- інженер з охорони праці,
- інженер з метрології,
- юрисконсульт.

Інформаційно аналітичний відділ.
Планово-економіний відділ.
Гараж.